# Tubuai (Gemeinde)

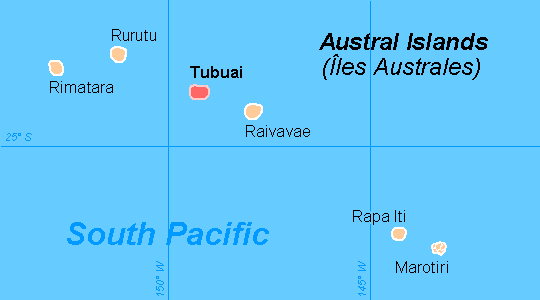
Lage der Gemeinde Tubuai

Tubuai ist eine Gemeinde im Austral-Archipel in Französisch-Polynesien. Sie umfasst das gleichnamige, 46 km² große Atoll und besteht aus den Teilgemeinden Tubuai als Hauptort (Chef-lieu), Mataura, Taahueia und Mahu und zählt mehr als 2000 Einwohner. Die maximale Höhe über dem Meer beträgt 422 m. 